# Foros de Arrão
Foros de Arrão is een plaats (freguesia) in de Portugese gemeente Ponte de Sor en telt 1037 inwoners (2001).